# Lawn Bowls nos Jogos Insulares de 2025
As competições de Lawn bowls nos Jogos Insulares de 2025 serão disputadas em Kirkwall, em Orkney, entre os dias 13 e 17 de julho. Serão realizados um total de cinco eventos, entre individual e duplas masculinas e feminas e trios masculinos. As partidas ocorrerão no Kirkwall Bowling Club.

## Participantes
- Alderney
- Bermuda
- Guernsey
- Ilhas Malvinas
- Jersey
- Minorca
- Orkney (Anfitrião)
- Shetland

## Medalhistas

### Masculino
| Evento               | Ouro | Prata | Bronze |
| -------------------- | ---- | ----- | ------ |
| Masculino individual |      |       |        |
|                      |      |       |        |
| Duplas masculinas    |      |       |        |
|                      |      |       |        |
| Trios masculinos     |      |       |        |
|                      |      |       |        |

### Feminino
| Evento              | Ouro | Prata | Bronze |
| ------------------- | ---- | ----- | ------ |
| Feminino individual |      |       |        |
|                     |      |       |        |
| Duplas femininas    |      |       |        |
|                     |      |       |        |

## Quadro de medalhas
Atualizado em 12 de julho de 2025
| Pos                | Equipe             | Ouro | Prata | Bronze | Total |
| 1                  | Alderney           | 0    | 0     | 0      | 0     |
| 2                  | Bermuda            | 0    | 0     | 0      | 0     |
| 3                  | Guernsey           | 0    | 0     | 0      | 0     |
| 4                  | Ilhas Malvinas     | 0    | 0     | 0      | 0     |
| 5                  | Jersey             | 0    | 0     | 0      | 0     |
| 6                  | Minorca            | 0    | 0     | 0      | 0     |
| 7                  | Orkney             | 0    | 0     | 0      | 0     |
| 8                  | Shetland           | 0    | 0     | 0      | 0     |
| Totais (8 Equipes) | Totais (8 Equipes) | 0    | 0     | 0      | 0     |